# Chlamydomonas plethora
Chlamydomonas plethora là một loài tảo trong họ Chlamydomonadaceae, thuộc chi Chlamydomonas.